# Kommunalwahlen in Italien 1994
Die Kommunalwahlen in Italien 1994 fanden am 26.–27. Mai (1. Wahlgang) und 9.–10. Juni (Stichwahl) statt.

## 1. Semester – Wahlergebnisse der Provinzhauptstädte

### Asti
| Kandidaten                           | Kandidaten               | 2. Wahlgang | 2. Wahlgang | 1. Wahlgang | 1. Wahlgang | Listen                             | Stimmen | %    | Mandate |
| Kandidaten                           | Kandidaten               | Stimmen     | %           | Stimmen     | %           | Listen                             | Stimmen | %    | Mandate |
| ------------------------------------ | ------------------------ | ----------- | ----------- | ----------- | ----------- | ---------------------------------- | ------- | ---- | ------- |
|                                      | Alberto Bianchinogewählt | 20.892      | 43,0        | 13.951      | 28,7        | Partito Democratico della Sinistra | 5.007   | 11,8 | 11      |
| Partito della Rifondazione Comunista | Alberto Bianchinogewählt | 20.892      | 43,0        | 13.951      | 28,7        | 4.817                              | 11,3    | 10   |         |
| Progressisti                         | Alberto Bianchinogewählt | 20.892      | 43,0        | 13.951      | 28,7        | 1.794                              | 4,2     | 3    |         |
| ↳ Gesamt                             | Alberto Bianchinogewählt | 20.892      | 43,0        | 13.951      | 28,7        | 11.618                             | 27,3    | 24   |         |
|                                      | Giuseppe Nosenzo         | 15.850      | 32,6        | 16.725      | 34,4        | Forza Italia                       | 12.291  | 28,9 | 6       |
| Alleanza Nazionale                   | Giuseppe Nosenzo         | 15.850      | 32,6        | 16.725      | 34,4        | 2.535                              | 6,0     | 1    |         |
| Mandate der Listengruppe             | Giuseppe Nosenzo         | 15.850      | 32,6        | 16.725      | 34,4        | –                                  | –       | 1    |         |
| ↳ Gesamt                             | Giuseppe Nosenzo         | 15.850      | 32,6        | 16.725      | 34,4        | 14.826                             | 34,8    | 8    |         |
|                                      | Antonio Ferrero          |             |             | 8.651       | 17,8        | Lega Nord                          | 7.301   | 17,1 | 4       |
|                                      | Pier Paolo Gherlone      |             |             | 6.978       | 14,4        | Partito Popolare Italiano          | 6.696   | 15,7 | 4       |
|                                      | Renato Longo             |             |             | 1.300       | 2,7         | Lista Marco Pannella               | 1.319   | 3,1  | –       |
|                                      | Enzo Ceppani             |             |             | 956         | 2,0         | Civica                             | 826     | 1,9  | –       |
| Gesamt                               | Gesamt                   | 36.742      | 100         | 48.561      | 100         |                                    | 42.586  | 100  | 40      |
|                                      |                          |             |             |             |             |                                    |         |      |         |
| Quelle: Innenministerium             |                          |             |             |             |             |                                    |         |      |         |

### Como
| Kandidaten                           | Kandidaten           | 2. Wahlgang | 2. Wahlgang | 1. Wahlgang | 1. Wahlgang | Listen                    | Stimmen | %    | Mandate |
| Kandidaten                           | Kandidaten           | Stimmen     | %           | Stimmen     | %           | Listen                    | Stimmen | %    | Mandate |
| ------------------------------------ | -------------------- | ----------- | ----------- | ----------- | ----------- | ------------------------- | ------- | ---- | ------- |
|                                      | Alberto Bottagewählt | 22.461      | 38,3        | 23.787      | 40,5        | Forza Italia              | 12.851  | 24,6 | 16      |
| Alleanza Nazionale                   | Alberto Bottagewählt | 22.461      | 38,3        | 23.787      | 40,5        | 5.584                     | 10,7    | 6    |         |
| Centro Cristiano Democratico         | Alberto Bottagewählt | 22.461      | 38,3        | 23.787      | 40,5        | 1.805                     | 3,5     | 2    |         |
| ↳ Gesamt                             | Alberto Bottagewählt | 22.461      | 38,3        | 23.787      | 40,5        | 20.240                    | 38,8    | 24   |         |
|                                      | Maurizio Mantero     | 18.784      | 32,0        | 9.087       | 15,5        | Civica                    | 8.022   | 15,4 | 4       |
|                                      | Alberto Frigerio     |             |             | 7.871       | 13,4        | Lega Nord                 | 7.772   | 14,9 | 4       |
|                                      | Aniello Rinaldi      |             |             | 7.559       | 12,9        | Progressisti              | 4.879   | 9,4  | 2       |
| Partito della Rifondazione Comunista | Aniello Rinaldi      | 1.857       | 3,6         | 7.559       | 12,9        | –                         |         |      |         |
| Mandate der Listengruppe             | Aniello Rinaldi      | –           | –           | 7.559       | 12,9        | 1                         |         |      |         |
| ↳ Gesamt                             | Aniello Rinaldi      | 6.736       | 12,9        | 7.559       | 12,9        | 3                         |         |      |         |
|                                      | Adriano Sampietro    |             |             | 5.758       | 9,8         | Partito Popolare Italiano | 5.611   | 10,8 | 3       |
|                                      | Bruno Magatti        |             |             | 4.387       | 7,5         | Civica                    | 3.553   | 6,8  | 2       |
|                                      | Pierangelo Brivio    |             |             | 246         | 0,4         | Alleanza Lombarda         | 205     | 0,4  | –       |
| Gesamt                               | Gesamt               | 41.245      | 100         | 58.695      | 100         |                           | 52.139  | 100  | 40      |
|                                      |                      |             |             |             |             |                           |         |      |         |
| Quelle: Innenministerium             |                      |             |             |             |             |                           |         |      |         |

### Rovigo
| Kandidaten                           | Kandidaten             | 2. Wahlgang | 2. Wahlgang | 1. Wahlgang | 1. Wahlgang | Listen                             | Stimmen | %    | Mandate |
| Kandidaten                           | Kandidaten             | Stimmen     | %           | Stimmen     | %           | Listen                             | Stimmen | %    | Mandate |
| ------------------------------------ | ---------------------- | ----------- | ----------- | ----------- | ----------- | ---------------------------------- | ------- | ---- | ------- |
|                                      | Fabio Baratellagewählt | 15.626      | 45,5        | 9.690       | 28,2        | Partito Democratico della Sinistra | 4.214   | 13,5 | 9       |
| Partito della Rifondazione Comunista | Fabio Baratellagewählt | 15.626      | 45,5        | 9.690       | 28,2        | 3.001                              | 9,6     | 7    |         |
| IND (A)                              | Fabio Baratellagewählt | 15.626      | 45,5        | 9.690       | 28,2        | 2.027                              | 6,5     | 3    |         |
| IND                                  | Fabio Baratellagewählt | 15.626      | 45,5        | 9.690       | 28,2        | 1.275                              | 4,1     | 3    |         |
| Civica (B)                           | Fabio Baratellagewählt | 15.626      | 45,5        | 9.690       | 28,2        | 688                                | 2,2     | 1    |         |
| ↳ Gesamt                             | Fabio Baratellagewählt | 15.626      | 45,5        | 9.690       | 28,2        | 11.205                             | 35,9    | 23   |         |
|                                      | Paolo Bellini          | 12.652      | 36,9        | 8.316       | 24,2        | Forza Italia                       | 7.970   | 25,5 | 6       |
| Lega Nord                            | Paolo Bellini          | 12.652      | 36,9        | 8.316       | 24,2        | 3.884                              | 12,4    | 3    |         |
| Mandate der Listengruppe             | Paolo Bellini          | 12.652      | 36,9        | 8.316       | 24,2        | –                                  | –       | 1    |         |
| ↳ Gesamt                             | Paolo Bellini          | 12.652      | 36,9        | 8.316       | 24,2        | 11.854                             | 37,9    | 10   |         |
|                                      | Carlo Vallin           |             |             | 8.097       | 23,6        | Partito Popolare Italiano          | 4.239   | 13,6 | 3       |
| (A) – (B)                            | Carlo Vallin           | –           | –           | 8.097       | 23,6        | –                                  |         |      |         |
| Mandate der Listengruppe             | Carlo Vallin           | –           | –           | 8.097       | 23,6        | 1                                  |         |      |         |
| ↳ Gesamt                             | Carlo Vallin           | 4.239       | 13,6        | 8.097       | 23,6        | 4                                  |         |      |         |
|                                      | Giuseppe Sanzio Osti   |             |             | 4.278       | 12,5        | Centro                             | 3.948   | 12,6 | 3       |
|                                      | Gabriele Della Gatta   |             |             | 3.928       | 11,4        | (C)                                | –       | –    | –       |
| Gesamt                               | Gesamt                 | 28.278      | 100         | 34.309      | 100         |                                    | 31.246  | 100  | 40      |
|                                      |                        |             |             |             |             |                                    |         |      |         |
| Quelle: Innenministerium             |                        |             |             |             |             |                                    |         |      |         |

### Verona
| Kandidaten                           | Kandidaten            | 2. Wahlgang | 2. Wahlgang | 1. Wahlgang | 1. Wahlgang | Listen                             | Stimmen | %    | Mandate |
| Kandidaten                           | Kandidaten            | Stimmen     | %           | Stimmen     | %           | Listen                             | Stimmen | %    | Mandate |
| ------------------------------------ | --------------------- | ----------- | ----------- | ----------- | ----------- | ---------------------------------- | ------- | ---- | ------- |
|                                      | Michela Sironigewählt | 74.032      | 43,4        | 50.314      | 29,5        | Forza Italia                       | 45.235  | 28,6 | 14      |
| Lega Nord (A)                        | Michela Sironigewählt | 74.032      | 43,4        | 50.314      | 29,5        | 28.261                             | 17,9    | 9    |         |
| Alleanza Nazionale (B)               | Michela Sironigewählt | 74.032      | 43,4        | 50.314      | 29,5        | 15.565                             | 9,8     | 5    |         |
| Lista Ecologica                      | Michela Sironigewählt | 74.032      | 43,4        | 50.314      | 29,5        | 1.097                              | 0,7     | –    |         |
| Partito della Legge Naturale         | Michela Sironigewählt | 74.032      | 43,4        | 50.314      | 29,5        | 494                                | 0,3     | –    |         |
| ↳ Gesamt                             | Michela Sironigewählt | 74.032      | 43,4        | 50.314      | 29,5        | 90.652                             | 57,3    | 28   |         |
|                                      | Dario Donella         | 46.316      | 27,2        | 38.610      | 22,6        | Partito Democratico della Sinistra | 16.157  | 10,2 | 4       |
| Partito della Rifondazione Comunista | Dario Donella         | 46.316      | 27,2        | 38.610      | 22,6        | 6.640                              | 4,2     | 2    |         |
| Federazione dei Verdi                | Dario Donella         | 46.316      | 27,2        | 38.610      | 22,6        | 5.434                              | 3,4     | 1    |         |
| Civica                               | Dario Donella         | 46.316      | 27,2        | 38.610      | 22,6        | 4.245                              | 2,7     | 1    |         |
| Mandate der Listengruppe             | Dario Donella         | 46.316      | 27,2        | 38.610      | 22,6        | –                                  | –       | 1    |         |
| ↳ Gesamt                             | Dario Donella         | 46.316      | 27,2        | 38.610      | 22,6        | 32.476                             | 20,5    | 9    |         |
|                                      | Giovanni Maccagnani   |             |             | 29.461      | 17,3        | (A)                                | –       | –    | –       |
|                                      | Gian Antonio Vaccaro  |             |             | 24.629      | 14,4        | Partito Popolare Italiano          | 24.473  | 15,5 | 7       |
|                                      | Massimo Galli Righi   |             |             | 16.242      | 9,5         | (B)                                | –       | –    | –       |
|                                      | Elmo Padovani         |             |             | 5.647       | 3,3         | Patto Segni                        | 5.315   | 3,4  | 1       |
|                                      | Massimo Guerra        |             |             | 4.553       | 2,7         | Lega Autonomia Veneta              | 4.308   | 2,7  | 1       |
|                                      | Antonio Barzon        |             |             | 1.107       | 0,6         | Lista Autonomista                  | 1.034   | 0,7  | –       |
| Gesamt                               | Gesamt                | 120.348     | 100         | 170.563     | 100         |                                    | 158.258 | 100  | 46      |
|                                      |                       |             |             |             |             |                                    |         |      |         |
| Quelle: Innenministerium             |                       |             |             |             |             |                                    |         |      |         |

### Gorizia
| Kandidaten               | Kandidaten             | 2. Wahlgang | 2. Wahlgang | 1. Wahlgang | 1. Wahlgang | Listen                               | Stimmen | %    | Mandate |
| Kandidaten               | Kandidaten             | Stimmen     | %           | Stimmen     | %           | Listen                               | Stimmen | %    | Mandate |
| ------------------------ | ---------------------- | ----------- | ----------- | ----------- | ----------- | ------------------------------------ | ------- | ---- | ------- |
|                          | Gaetano Valentigewählt | 12.807      | 47,2        | 11.424      | 42,1        | Forza Italia                         | 6.219   | 27,9 | 16      |
| Alleanza Nazionale       | Gaetano Valentigewählt | 12.807      | 47,2        | 11.424      | 42,1        | 2.940                                | 13,2    | 8    |         |
| ↳ Gesamt                 | Gaetano Valentigewählt | 12.807      | 47,2        | 11.424      | 42,1        | 9.159                                | 41,2    | 24   |         |
|                          | Bruno Crocetti         | 9.403       | 34,7        | 7.436       | 27,4        | Progressisti                         | 3.314   | 14,9 | 4       |
| Slovenska Skupnost       | Bruno Crocetti         | 9.403       | 34,7        | 7.436       | 27,4        | 1.389                                | 6,2     | 1    |         |
| Cittadini per l’Isontino | Bruno Crocetti         | 9.403       | 34,7        | 7.436       | 27,4        | 1.383                                | 6,2     | 1    |         |
| Mandate der Listengruppe | Bruno Crocetti         | 9.403       | 34,7        | 7.436       | 27,4        | –                                    | –       | 1    |         |
| ↳ Gesamt                 | Bruno Crocetti         | 9.403       | 34,7        | 7.436       | 27,4        | 6.086                                | 27,3    | 7    |         |
|                          | Ennio Geromin          |             |             | 5.263       | 19,4        | Partito Popolare Italiano            | 3.028   | 13,6 | 3       |
| Lega Nord                | Ennio Geromin          | 1.594       | 7,2         | 5.263       | 19,4        | 2                                    |         |      |         |
| Mandate der Listengruppe | Ennio Geromin          | –           | –           | 5.263       | 19,4        | 1                                    |         |      |         |
| ↳ Gesamt                 | Ennio Geromin          | 4.622       | 20,8        | 5.263       | 19,4        | 6                                    |         |      |         |
|                          | Renato Fiorelli        |             |             | 2.993       | 11,0        | Alleanza Verde Friuli-Venezia Giulia | 2.390   | 10,7 | 3       |
| Gesamt                   | Gesamt                 | 22.210      | 100         | 27.116      | 100         |                                      | 22.257  | 100  | 40      |
|                          |                        |             |             |             |             |                                      |         |      |         |
| Quelle: Innenministerium |                        |             |             |             |             |                                      |         |      |         |

### Savona
| Kandidaten                           | Kandidaten                | 2. Wahlgang | 2. Wahlgang | 1. Wahlgang | 1. Wahlgang | Listen                | Stimmen | %    | Mandate |
| Kandidaten                           | Kandidaten                | Stimmen     | %           | Stimmen     | %           | Listen                | Stimmen | %    | Mandate |
| ------------------------------------ | ------------------------- | ----------- | ----------- | ----------- | ----------- | --------------------- | ------- | ---- | ------- |
|                                      | Francesco Gervasiogewählt | 22.761      | 47,6        | 22.507      | 47,1        | Forza Italia          | 8.548   | 21,1 | 11      |
| Lega Nord                            | Francesco Gervasiogewählt | 22.761      | 47,6        | 22.507      | 47,1        | 6.066                 | 15,0    | 8    |         |
| Partito Popolare Italiano            | Francesco Gervasiogewählt | 22.761      | 47,6        | 22.507      | 47,1        | 4.389                 | 10,8    | 5    |         |
| ↳ Gesamt                             | Francesco Gervasiogewählt | 22.761      | 47,6        | 22.507      | 47,1        | 19.003                | 47,0    | 24   |         |
|                                      | Aldo Pastore              | 20.246      | 42,4        | 20.665      | 43,2        | Progressisti          | 10.975  | 27,1 | 9       |
| Partito della Rifondazione Comunista | Aldo Pastore              | 20.246      | 42,4        | 20.665      | 43,2        | 4.676                 | 11,6    | 4    |         |
| Civica                               | Aldo Pastore              | 20.246      | 42,4        | 20.665      | 43,2        | 1.202                 | 3,0     | 1    |         |
| IND (A)                              | Aldo Pastore              | 20.246      | 42,4        | 20.665      | 43,2        | 1.034                 | 2,6     | –    |         |
| Partito Pensionati                   | Aldo Pastore              | 20.246      | 42,4        | 20.665      | 43,2        | 398                   | 1,0     | –    |         |
| Mandate der Listengruppe             | Aldo Pastore              | 20.246      | 42,4        | 20.665      | 43,2        | –                     | –       | 1    |         |
| ↳ Gesamt                             | Aldo Pastore              | 20.246      | 42,4        | 20.665      | 43,2        | 18.285                | 45,2    | 15   |         |
|                                      | Ugo Ghione                |             |             | 1.766       | 3,7         | Alleanza Nazionale    | 1.699   | 4,2  | 1       |
|                                      | Stefano Bosio             |             |             | 1.279       | 2,7         | (A)                   | –       | –    | –       |
|                                      | Giampiero Suetta          |             |             | 988         | 2,1         | Federazione dei Verdi | 851     | 2,1  | –       |
|                                      | Alfonso Lepore            |             |             | 582         | 1,2         | Civica                | 626     | 1,5  | –       |
| Gesamt                               | Gesamt                    | 43.007      | 100         | 47.787      | 100         |                       | 40.464  | 100  | 40      |
|                                      |                           |             |             |             |             |                       |         |      |         |
| Quelle: Innenministerium             |                           |             |             |             |             |                       |         |      |         |

### Parma
| Kandidaten                   | Kandidaten               | 2. Wahlgang | 2. Wahlgang | 1. Wahlgang | 1. Wahlgang | Listen                               | Stimmen | %    | Mandate |
| Kandidaten                   | Kandidaten               | Stimmen     | %           | Stimmen     | %           | Listen                               | Stimmen | %    | Mandate |
| ---------------------------- | ------------------------ | ----------- | ----------- | ----------- | ----------- | ------------------------------------ | ------- | ---- | ------- |
|                              | Stefano Lavagettogewählt | 51.588      | 43,2        | 37.299      | 31,3        | Partito Democratico della Sinistra   | 30.069  | 29,8 | 23      |
| Progressisti                 | Stefano Lavagettogewählt | 51.588      | 43,2        | 37.299      | 31,3        | 1.999                                | 2,0     | 1    |         |
| ↳ Gesamt                     | Stefano Lavagettogewählt | 51.588      | 43,2        | 37.299      | 31,3        | 32.068                               | 31,8    | 24   |         |
|                              | Angelo Busani            | 42.650      | 35,7        | 34.700      | 29,1        | Forza Italia                         | 20.543  | 20,4 | 5       |
| Lega Nord (A)                | Angelo Busani            | 42.650      | 35,7        | 34.700      | 29,1        | 10.596                               | 10,5    | 3    |         |
| Alleanza Nazionale           | Angelo Busani            | 42.650      | 35,7        | 34.700      | 29,1        | 5.683                                | 5,6     | 1    |         |
| Centro Cristiano Democratico | Angelo Busani            | 42.650      | 35,7        | 34.700      | 29,1        | 1.558                                | 1,5     | –    |         |
| Lista Pannella – Riformatori | Angelo Busani            | 42.650      | 35,7        | 34.700      | 29,1        | 911                                  | 0,9     | –    |         |
| Mandate der Listengruppe     | Angelo Busani            | 42.650      | 35,7        | 34.700      | 29,1        | –                                    | –       | 1    |         |
| ↳ Gesamt                     | Angelo Busani            | 42.650      | 35,7        | 34.700      | 29,1        | 39.291                               | 39,0    | 10   |         |
|                              | Elvio Ubaldi             |             |             | 19.176      | 16,1        | Partito Popolare Italiano            | 16.366  | 16,2 | 4       |
|                              | Giuseppe Zampella        |             |             | 11.620      | 9,7         | (A)                                  | –       | –    | –       |
|                              | Giovanni Caligaris       |             |             | 8.707       | 7,3         | Federazione dei Verdi                | 4.013   | 4,0  | –       |
| Lista Ecologica              | Giovanni Caligaris       | 1.739       | 1,7         | 8.707       | 7,3         | –                                    |         |      |         |
| Mandate der Listengruppe     | Giovanni Caligaris       | –           | –           | 8.707       | 7,3         | 1                                    |         |      |         |
| ↳ Gesamt                     | Giovanni Caligaris       | 5.752       | 5,7         | 8.707       | 7,3         | 1                                    |         |      |         |
|                              | Vittorio Parisi          |             |             | 7.803       | 6,5         | Partito della Rifondazione Comunista | 7.367   | 7,3  | 1       |
| Gesamt                       | Gesamt                   | 94.238      | 100         | 119.305     | 100         |                                      | 100.844 | 100  | 40      |
|                              |                          |             |             |             |             |                                      |         |      |         |
| Quelle: Innenministerium     |                          |             |             |             |             |                                      |         |      |         |

### Piacenza
| Kandidaten               | Kandidaten             | 2. Wahlgang | 2. Wahlgang | 1. Wahlgang | 1. Wahlgang | Listen                               | Stimmen | %    | Mandate |
| Kandidaten               | Kandidaten             | Stimmen     | %           | Stimmen     | %           | Listen                               | Stimmen | %    | Mandate |
| ------------------------ | ---------------------- | ----------- | ----------- | ----------- | ----------- | ------------------------------------ | ------- | ---- | ------- |
|                          | Giacomo Vaciagogewählt | 31.259      | 42,5        | 23.551      | 32,0        | Partito Democratico della Sinistra   | 12.001  | 18,2 | 15      |
| Civica                   | Giacomo Vaciagogewählt | 31.259      | 42,5        | 23.551      | 32,0        | 4.344                                | 6,6     | 5    |         |
| Progressisti             | Giacomo Vaciagogewählt | 31.259      | 42,5        | 23.551      | 32,0        | 2.782                                | 4,2     | 3    |         |
| Lista Pensionati (A)     | Giacomo Vaciagogewählt | 31.259      | 42,5        | 23.551      | 32,0        | 1.346                                | 2,0     | –    |         |
| Civica (B)               | Giacomo Vaciagogewählt | 31.259      | 42,5        | 23.551      | 32,0        | 449                                  | 0,7     | –    |         |
| ↳ Gesamt                 | Giacomo Vaciagogewählt | 31.259      | 42,5        | 23.551      | 32,0        | 20.922                               | 31,7    | 23   |         |
|                          | Paolo Passoni          | 29.983      | 40,7        | 23.201      | 31,5        | Forza Italia                         | 14.838  | 22,5 | 5       |
| Alleanza Nazionale       | Paolo Passoni          | 29.983      | 40,7        | 23.201      | 31,5        | 6.456                                | 9,8     | 2    |         |
| Mandate der Listengruppe | Paolo Passoni          | 29.983      | 40,7        | 23.201      | 31,5        | –                                    | –       | 1    |         |
| ↳ Gesamt                 | Paolo Passoni          | 29.983      | 40,7        | 23.201      | 31,5        | 21.294                               | 32,2    | 8    |         |
|                          | Stefano Ferrari        |             |             | 13.666      | 18,6        | Partito Popolare Italiano            | 6.578   | 10,0 | 2       |
| Civica                   | Stefano Ferrari        | 4.699       | 7,1         | 13.666      | 18,6        | 2                                    |         |      |         |
| (A)                      | Stefano Ferrari        | –           | –           | 13.666      | 18,6        | –                                    |         |      |         |
| Mandate der Listengruppe | Stefano Ferrari        | –           | –           | 13.666      | 18,6        | 1                                    |         |      |         |
| ↳ Gesamt                 | Stefano Ferrari        | 11.277      | 17,1        | 13.666      | 18,6        | 5                                    |         |      |         |
|                          | Giorgio Alessandrini   |             |             | 8.095       | 11,0        | Lega Nord                            | 7.793   | 11,8 | 3       |
|                          | Marioluigi Bruschini   |             |             | 3.099       | 4,2         | Partito della Rifondazione Comunista | 3.353   | 5,1  | 1       |
|                          | Giovanni Rossi         |             |             | 1.484       | 2,0         | Lista Ecologica                      | 1.437   | 2,2  | –       |
|                          | Franco Mazzocchi       |             |             | 504         | 0,7         | (B)                                  | –       | –    | –       |
| Gesamt                   | Gesamt                 | 61.242      | 100         | 73.600      | 100         |                                      | 66.076  | 100  | 40      |
|                          |                        |             |             |             |             |                                      |         |      |         |
| Quelle: Innenministerium |                        |             |             |             |             |                                      |         |      |         |

### Lucca
| Stimmen                  | %      |   |     |
| Gesamt                   | Gesamt | – | 100 |
| ------------------------ | ------ | - | --- |
|                          |        |   |     |
| Quelle: Innenministerium |        |   |     |

### Pistoia
| Kandidaten               | Kandidaten            | 2. Wahlgang | 2. Wahlgang | 1. Wahlgang | 1. Wahlgang | Listen                               | Stimmen | %    | Mandate |
| Kandidaten               | Kandidaten            | Stimmen     | %           | Stimmen     | %           | Listen                               | Stimmen | %    | Mandate |
| ------------------------ | --------------------- | ----------- | ----------- | ----------- | ----------- | ------------------------------------ | ------- | ---- | ------- |
|                          | Lido Scarpettigewählt | 26.963      | 45,3        | 21.971      | 36,9        | Partito Democratico della Sinistra   | 15.787  | 30,0 | 18      |
| Civica (A)               | Lido Scarpettigewählt | 26.963      | 45,3        | 21.971      | 36,9        | 3.385                                | 6,4     | 2    |         |
| Federazione dei Verdi    | Lido Scarpettigewählt | 26.963      | 45,3        | 21.971      | 36,9        | 2.608                                | 4,9     | 3    |         |
| Civica                   | Lido Scarpettigewählt | 26.963      | 45,3        | 21.971      | 36,9        | 424                                  | 0,8     | –    |         |
| ↳ Gesamt                 | Lido Scarpettigewählt | 26.963      | 45,3        | 21.971      | 36,9        | 22.204                               | 42,1    | 23   |         |
|                          | Maurizio Aldo Forleo  |             |             | 14.052      | 23,6        | Forza Italia                         | 8.174   | 15,5 | 5       |
| Alleanza Nazionale       | Maurizio Aldo Forleo  | 4.174       | 7,9         | 14.052      | 23,6        | 2                                    |         |      |         |
| Mandate der Listengruppe | Maurizio Aldo Forleo  | –           | –           | 14.052      | 23,6        | 1                                    |         |      |         |
| ↳ Gesamt                 | Maurizio Aldo Forleo  | 12.348      | 23,4        | 14.052      | 23,6        | 8                                    |         |      |         |
|                          | Egidio Luigi Bardelli |             |             | 10.841      | 18,2        | Partito Popolare Italiano            | 4.699   | 8,9  | 3       |
| Civica                   | Egidio Luigi Bardelli | 1.432       | 2,7         | 10.841      | 18,2        | –                                    |         |      |         |
| Mandate der Listengruppe | Egidio Luigi Bardelli | –           | –           | 10.841      | 18,2        | 1                                    |         |      |         |
| ↳ Gesamt                 | Egidio Luigi Bardelli | 6.131       | 11,6        | 10.841      | 18,2        | 4                                    |         |      |         |
|                          | Floriano Frosetti     |             |             | 6.162       | 10,3        | Partito della Rifondazione Comunista | 5.976   | 11,3 | 3       |
|                          | Fabizio Tesi          |             |             | 2.299       | 3,9         | Civica                               | 2.304   | 4,4  | 1       |
|                          | Giuliano Livi         |             |             | 1.799       | 3,0         | Partito Socialista Italiano          | 1.571   | 3,0  | 1       |
|                          | Vezio Gai             |             |             | 1.596       | 2,7         | Lega Nord                            | 1.395   | 2,6  | –       |
|                          | Fabrizio Giannini     |             |             | 839         | 1,4         | Civica                               | 761     | 1,4  | –       |
| Gesamt                   | Gesamt                | 43.448      | 100         | 59.559      | 100         |                                      | 52.690  | 100  | 40      |
|                          |                       |             |             |             |             |                                      |         |      |         |
| Quelle: Innenministerium |                       |             |             |             |             |                                      |         |      |         |

### Rieti
| Kandidaten                   | Kandidaten               | 2. Wahlgang | 2. Wahlgang | 1. Wahlgang | 1. Wahlgang | Listen                               | Stimmen | %    | Mandate |
| Kandidaten                   | Kandidaten               | Stimmen     | %           | Stimmen     | %           | Listen                               | Stimmen | %    | Mandate |
| ---------------------------- | ------------------------ | ----------- | ----------- | ----------- | ----------- | ------------------------------------ | ------- | ---- | ------- |
|                              | Antonio Cicchettigewählt | 13.601      | 45,8        | 14.304      | 48,1        | Alleanza Nazionale                   | 6.768   | 25,7 | 13      |
| Forza Italia                 | Antonio Cicchettigewählt | 13.601      | 45,8        | 14.304      | 48,1        | 3.376                                | 12,8    | 6    |         |
| Centro Cristiano Democratico | Antonio Cicchettigewählt | 13.601      | 45,8        | 14.304      | 48,1        | 2.140                                | 8,1     | 4    |         |
| Lega Nord                    | Antonio Cicchettigewählt | 13.601      | 45,8        | 14.304      | 48,1        | 526                                  | 2,0     | 1    |         |
| ↳ Gesamt                     | Antonio Cicchettigewählt | 13.601      | 45,8        | 14.304      | 48,1        | 12.810                               | 48,6    | 24   |         |
|                              | Roberto Lorenzetti       | 10.238      | 34,4        | 7.335       | 24,7        | Partito Democratico della Sinistra   | 4.189   | 15,9 | 5       |
| Centro (A)                   | Roberto Lorenzetti       | 10.238      | 34,4        | 7.335       | 24,7        | 2.335                                | 8,9     | 2    |         |
| Centro                       | Roberto Lorenzetti       | 10.238      | 34,4        | 7.335       | 24,7        | 1.977                                | 7,5     | 2    |         |
| Civica                       | Roberto Lorenzetti       | 10.238      | 34,4        | 7.335       | 24,7        | 1.025                                | 3,9     | 1    |         |
| Mandate der Listengruppe     | Roberto Lorenzetti       | 10.238      | 34,4        | 7.335       | 24,7        | –                                    | –       | 1    |         |
| ↳ Gesamt                     | Roberto Lorenzetti       | 10.238      | 34,4        | 7.335       | 24,7        | 9.526                                | 36,1    | 11   |         |
|                              | Paolo Bigliocchi         |             |             | 6.828       | 23,0        | Partito Popolare Italiano            | 2.758   | 10,5 | 3       |
| (A)                          | Paolo Bigliocchi         | –           | –           | 6.828       | 23,0        | –                                    |         |      |         |
| Mandate der Listengruppe     | Paolo Bigliocchi         | –           | –           | 6.828       | 23,0        | 1                                    |         |      |         |
| ↳ Gesamt                     | Paolo Bigliocchi         | 2.758       | 10,5        | 6.828       | 23,0        | 4                                    |         |      |         |
|                              | Anita Lamb               |             |             | 1.258       | 4,2         | Partito della Rifondazione Comunista | 1.271   | 4,8  | 1       |
| Gesamt                       | Gesamt                   | 23.839      | 100         | 29.725      | 100         |                                      | 26.365  | 100  | 40      |
|                              |                          |             |             |             |             |                                      |         |      |         |
| Quelle: Innenministerium     |                          |             |             |             |             |                                      |         |      |         |

### L’Aquila
| Kandidaten               | Kandidaten                   | 2. Wahlgang | 2. Wahlgang | 1. Wahlgang | 1. Wahlgang | Listen                               | Stimmen | %    | Mandate |
| Kandidaten               | Kandidaten                   | Stimmen     | %           | Stimmen     | %           | Listen                               | Stimmen | %    | Mandate |
| ------------------------ | ---------------------------- | ----------- | ----------- | ----------- | ----------- | ------------------------------------ | ------- | ---- | ------- |
|                          | Antonio Carmine Centigewählt | 20.029      | 45,6        | 14.293      | 32,5        | Partito Democratico della Sinistra   | 8.105   | 20,5 | 17      |
| Progressisti             | Antonio Carmine Centigewählt | 20.029      | 45,6        | 14.293      | 32,5        | 3.122                                | 7,9     | 6    |         |
| La Rete                  | Antonio Carmine Centigewählt | 20.029      | 45,6        | 14.293      | 32,5        | 788                                  | 2,0     | 1    |         |
| ↳ Gesamt                 | Antonio Carmine Centigewählt | 20.029      | 45,6        | 14.293      | 32,5        | 12.015                               | 30,4    | 24   |         |
|                          | Gianfranco Volpe             | 15.101      | 34,3        | 11.782      | 26,8        | Forza Italia                         | 5.407   | 13,7 | 3       |
| Alleanza Nazionale       | Gianfranco Volpe             | 15.101      | 34,3        | 11.782      | 26,8        | 4.715                                | 11,9    | 3    |         |
| Lega Nord                | Gianfranco Volpe             | 15.101      | 34,3        | 11.782      | 26,8        | 305                                  | 0,8     | –    |         |
| Mandate der Listengruppe | Gianfranco Volpe             | 15.101      | 34,3        | 11.782      | 26,8        | –                                    | –       | 1    |         |
| ↳ Gesamt                 | Gianfranco Volpe             | 15.101      | 34,3        | 11.782      | 26,8        | 10.427                               | 26,4    | 7    |         |
|                          | Attilio Cecchini             |             |             | 10.214      | 23,2        | Partito Popolare Italiano            | 6.871   | 17,4 | 4       |
| Progressisti – Civica    | Attilio Cecchini             | 2.497       | 6,3         | 10.214      | 23,2        | 1                                    |         |      |         |
| Mandate der Listengruppe | Attilio Cecchini             | –           | –           | 10.214      | 23,2        | 1                                    |         |      |         |
| ↳ Gesamt                 | Attilio Cecchini             | 9.368       | 23,7        | 10.214      | 23,2        | 6                                    |         |      |         |
|                          | Corrado Ruggeri              |             |             | 3.833       | 8,7         | Centro                               | 2.614   | 6,6  | 1       |
| Civica                   | Corrado Ruggeri              | 1.118       | 2,8         | 3.833       | 8,7         | –                                    |         |      |         |
| Mandate der Listengruppe | Corrado Ruggeri              | –           | –           | 3.833       | 8,7         | 1                                    |         |      |         |
| ↳ Gesamt                 | Corrado Ruggeri              | 3.732       | 9,4         | 3.833       | 8,7         | 2                                    |         |      |         |
|                          | Carlo Benedetti              |             |             | 1.802       | 4,1         | Partito della Rifondazione Comunista | 1.843   | 4,7  | 1       |
|                          | Antonio Mazzotta             |             |             | 1.233       | 2,8         | Partito Popolare Italiano            | 1.414   | 3,6  | –       |
|                          | Onorino Vespa                |             |             | 810         | 1,8         | Civica                               | 725     | 1,8  | –       |
| Gesamt                   | Gesamt                       | 35.130      | 100         | 43.967      | 100         |                                      | 39.524  | 100  | 40      |
|                          |                              |             |             |             |             |                                      |         |      |         |
| Quelle: Innenministerium |                              |             |             |             |             |                                      |         |      |         |

### Matera
| Kandidaten                   | Kandidaten                    | 2. Wahlgang | 2. Wahlgang | 1. Wahlgang | 1. Wahlgang | Listen                    | Stimmen | %    | Mandate |
| Kandidaten                   | Kandidaten                    | Stimmen     | %           | Stimmen     | %           | Listen                    | Stimmen | %    | Mandate |
| ---------------------------- | ----------------------------- | ----------- | ----------- | ----------- | ----------- | ------------------------- | ------- | ---- | ------- |
|                              | Mario Tommaso Manfredigewählt | 19.080      | 53,7        | 13.053      | 36,7        | Progressisti              | 11.145  | 32,3 | 24      |
|                              | Domenico Andriulli            | 12.124      | 34,1        | 13.069      | 36,8        | Forza Italia              | 5.481   | 15,9 | 4       |
| Alleanza Nazionale           | Domenico Andriulli            | 12.124      | 34,1        | 13.069      | 36,8        | 4.010                     | 11,6    | 2    |         |
| Centro Cristiano Democratico | Domenico Andriulli            | 12.124      | 34,1        | 13.069      | 36,8        | 2.785                     | 8,1     | 2    |         |
| Unione di Centro             | Domenico Andriulli            | 12.124      | 34,1        | 13.069      | 36,8        | 1.369                     | 4,0     | 1    |         |
| Mandate der Listengruppe     | Domenico Andriulli            | 12.124      | 34,1        | 13.069      | 36,8        | –                         | –       | 1    |         |
| ↳ Gesamt                     | Domenico Andriulli            | 12.124      | 34,1        | 13.069      | 36,8        | 13.645                    | 39,5    | 10   |         |
|                              | Francesco Antonio Vespe       |             |             | 3.685       | 10,4        | Partito Popolare Italiano | 3.526   | 10,2 | 2       |
|                              | Ettore Massari                |             |             | 3.632       | 10,2        | Centro                    | 4.265   | 12,4 | 3       |
|                              | Leonardo Pinto                |             |             | 2.104       | 5,9         | Civica                    | 1.926   | 5,6  | 1       |
| Gesamt                       | Gesamt                        | 31.204      | 100         | 35.543      | 100         |                           | 34.507  | 100  | 40      |
|                              |                               |             |             |             |             |                           |         |      |         |
| Quelle: Innenministerium     |                               |             |             |             |             |                           |         |      |         |

### Catanzaro
| Kandidaten                           | Kandidaten              | 2. Wahlgang | 2. Wahlgang | 1. Wahlgang | 1. Wahlgang | Listen                    | Stimmen | %    | Mandate |
| Kandidaten                           | Kandidaten              | Stimmen     | %           | Stimmen     | %           | Listen                    | Stimmen | %    | Mandate |
| ------------------------------------ | ----------------------- | ----------- | ----------- | ----------- | ----------- | ------------------------- | ------- | ---- | ------- |
|                                      | Benito Gualtierigewählt | 19.889      | 35,5        | 17.804      | 31,8        | Partito Popolare Italiano | 5.833   | 11,3 | 9       |
| Civica                               | Benito Gualtierigewählt | 19.889      | 35,5        | 17.804      | 31,8        | 4.877                     | 9,4     | 8    |         |
| IND                                  | Benito Gualtierigewählt | 19.889      | 35,5        | 17.804      | 31,8        | 3.099                     | 6,0     | 5    |         |
| IND                                  | Benito Gualtierigewählt | 19.889      | 35,5        | 17.804      | 31,8        | 1.210                     | 2,3     | 2    |         |
| ↳ Gesamt                             | Benito Gualtierigewählt | 19.889      | 35,5        | 17.804      | 31,8        | 15.019                    | 29,1    | 24   |         |
|                                      | Annunziato Lacquaniti   | 16.233      | 29,0        | 22.894      | 40,9        | Forza Italia              | 11.198  | 21,7 | 4       |
| Alleanza Nazionale                   | Annunziato Lacquaniti   | 16.233      | 29,0        | 22.894      | 40,9        | 7.323                     | 14,2    | 3    |         |
| IND                                  | Annunziato Lacquaniti   | 16.233      | 29,0        | 22.894      | 40,9        | 4.703                     | 9,1     | 2    |         |
| Mandate der Listengruppe             | Annunziato Lacquaniti   | 16.233      | 29,0        | 22.894      | 40,9        | –                         | –       | 1    |         |
| ↳ Gesamt                             | Annunziato Lacquaniti   | 16.233      | 29,0        | 22.894      | 40,9        | 23.224                    | 45,0    | 10   |         |
|                                      | Antonio Alberti         |             |             | 15.273      | 27,3        | Progressisti              | 9.777   | 18,9 | 4       |
| Partito della Rifondazione Comunista | Antonio Alberti         | 3.607       | 7,0         | 15.273      | 27,3        | 1                         |         |      |         |
| Mandate der Listengruppe             | Antonio Alberti         | –           | –           | 15.273      | 27,3        | 1                         |         |      |         |
| ↳ Gesamt                             | Antonio Alberti         | 13.384      | 25,9        | 15.273      | 27,3        | 6                         |         |      |         |
| Gesamt                               | Gesamt                  | 36.122      | 100         | 55.971      | 100         |                           | 51.627  | 100  | 40      |
|                                      |                         |             |             |             |             |                           |         |      |         |
| Quelle: Innenministerium             |                         |             |             |             |             |                           |         |      |         |

### Vibo Valentia
| Kandidaten                           | Kandidaten                      | 2. Wahlgang | 2. Wahlgang | 1. Wahlgang | 1. Wahlgang | Listen                    | Stimmen | %    | Mandate |
| Kandidaten                           | Kandidaten                      | Stimmen     | %           | Stimmen     | %           | Listen                    | Stimmen | %    | Mandate |
| ------------------------------------ | ------------------------------- | ----------- | ----------- | ----------- | ----------- | ------------------------- | ------- | ---- | ------- |
|                                      | Giuseppe Iannellogewählt        | 8.238       | 40,4        | 7.939       | 39,0        | Progressisti              | 3.261   | 17,3 | 11      |
| IND                                  | Giuseppe Iannellogewählt        | 8.238       | 40,4        | 7.939       | 39,0        | 2.289                     | 12,2    | 8    |         |
| IND                                  | Giuseppe Iannellogewählt        | 8.238       | 40,4        | 7.939       | 39,0        | 964                       | 5,1     | 3    |         |
| Partito della Rifondazione Comunista | Giuseppe Iannellogewählt        | 8.238       | 40,4        | 7.939       | 39,0        | 764                       | 4,1     | 2    |         |
| ↳ Gesamt                             | Giuseppe Iannellogewählt        | 8.238       | 40,4        | 7.939       | 39,0        | 7.278                     | 38,7    | 24   |         |
|                                      | Francesco Nazzareno De Filippis | 8.046       | 39,5        | 5.397       | 26,5        | Alleanza Nazionale        | 4.489   | 23,9 | 5       |
| Forza Italia (A)                     | Francesco Nazzareno De Filippis | 8.046       | 39,5        | 5.397       | 26,5        | 2.004                     | 10,6    | 3    |         |
| Mandate der Listengruppe             | Francesco Nazzareno De Filippis | 8.046       | 39,5        | 5.397       | 26,5        | –                         | –       | 1    |         |
| ↳ Gesamt                             | Francesco Nazzareno De Filippis | 8.046       | 39,5        | 5.397       | 26,5        | 6.493                     | 34,5    | 9    |         |
|                                      | Mario Giancotti                 |             |             | 5.029       | 24,7        | Partito Popolare Italiano | 2.848   | 15,1 | 4       |
| IND                                  | Mario Giancotti                 | 1.523       | 8,1         | 5.029       | 24,7        | 2                         |         |      |         |
| Civica                               | Mario Giancotti                 | 678         | 3,6         | 5.029       | 24,7        | –                         |         |      |         |
| Mandate der Listengruppe             | Mario Giancotti                 | –           | –           | 5.029       | 24,7        | 1                         |         |      |         |
| ↳ Gesamt                             | Mario Giancotti                 | 5.049       | 26,8        | 5.029       | 24,7        | 7                         |         |      |         |
|                                      | Giuseppe Antonio Sarlo          |             |             | 2.012       | 9,9         | (A)                       | –       | –    | –       |
| Gesamt                               | Gesamt                          | 16.284      | 100         | 20.377      | 100         |                           | 18.820  | 100  | 40      |
|                                      |                                 |             |             |             |             |                           |         |      |         |
| Quelle: Innenministerium             |                                 |             |             |             |             |                           |         |      |         |

### Enna
- Direktwahl des Bürgermeisters

| Wahl                       | 1. Wahlgang | 1. Wahlgang | 2. Wahlgang | 2. Wahlgang |  |
| Wahl                       | Stimmen     | %           | Stimmen     | %           |  |
| -------------------------- | ----------- | ----------- | ----------- | ----------- |  |
| Antonio Alvano             | 4.356       | 25,2        | 7.696       | 50,1        |  |
| Claudio Faraci             | 3.896       | 22,5        | 7.654       | 49,9        |  |
| Angelo Moceri              | 3.462       | 20,0        |             |             |  |
| Eduardo Fontanazza         | 2.812       | 16,2        |             |             |  |
| Enrico Cascio              | 2.435       | 14,1        |             |             |  |
| Concetto Benedetto Murgano | 354         | 2,0         |             |             |  |
| Gesamt                     | 17.315      | 100         | 15.350      | 100         |  |
|                            |             |             |             |             |  |
| Ungültige Stimmen          | 1.918       | 10,0        | 966         | 5,9         |  |
| Wähler                     | 19.233      | 71,1        | 16.316      | 60,3        |  |
| Wahlberechtigte            | 27.052      |             | 27.052      |             |  |

### Messina
- Direktwahl des Bürgermeisters

| Wahl                  | 1. Wahlgang | 1. Wahlgang | 2. Wahlgang | 2. Wahlgang |  |
| Wahl                  | Stimmen     | %           | Stimmen     | %           |  |
| --------------------- | ----------- | ----------- | ----------- | ----------- |  |
| Francesco Providenti  | 40.822      | 32,0        | 62.869      | 60,1        |  |
| Angelo Carmona        | 34.187      | 26,8        | 41.823      | 39,9        |  |
| Giovanbattista Davoli | 22.856      | 17,9        |             |             |  |
| Francesco Pitrè       | 14.350      | 11,3        |             |             |  |
| Calogero Centofanti   | 8.694       | 6,8         |             |             |  |
| Orazio Miloro         | 3.671       | 2,9         |             |             |  |
| Giovanni Di Vona      | 1.750       | 1,4         |             |             |  |
| Giuseppe Tringali     | 1.050       | 0,8         |             |             |  |
| Gesamt                | 127.380     | 100         | 104.692     | 100         |  |
|                       |             |             |             |             |  |
| Ungültige Stimmen     | 25.868      | 16,9        | 5.302       | 4,8         |  |
| Wähler                | 153.248     | 74,6        | 109.994     | 53,5        |  |
| Wahlberechtigte       | 205.536     |             | 205.536     |             |  |

### Ragusa
- Direktwahl des Bürgermeisters

| Wahl               | 1. Wahlgang | 1. Wahlgang | 2. Wahlgang | 2. Wahlgang |  |
| Wahl               | Stimmen     | %           | Stimmen     | %           |  |
| ------------------ | ----------- | ----------- | ----------- | ----------- |  |
| Giorgio Chessari   | 11.818      | 29,4        | 19.131      | 59,6        |  |
| Giuseppe Malfitano | 9.228       | 22,9        | 12.965      | 40,4        |  |
| Angelo Schembri    | 7.788       | 19,4        |             |             |  |
| Giorgio Massari    | 7.445       | 18,5        |             |             |  |
| Giovanni Firrito   | 3.963       | 9,8         |             |             |  |
| Gesamt             | 40.242      | 100         | 32.096      | 100         |  |
|                    |             |             |             |             |  |
| Ungültige Stimmen  | 4.498       | 10,1        | 1.896       | 5,6         |  |
| Wähler             | 44.740      | 78,3        | 33.992      | 59,5        |  |
| Wahlberechtigte    | 57.172      |             | 57.172      |             |  |

### Syrakus
- Direktwahl des Bürgermeisters

| Wahl                | 1. Wahlgang | 1. Wahlgang | 2. Wahlgang | 2. Wahlgang |  |
| Wahl                | Stimmen     | %           | Stimmen     | %           |  |
| ------------------- | ----------- | ----------- | ----------- | ----------- |  |
| Marco Fatuzzo       | 20.536      | 31,6        | 22.781      | 54,1        |  |
| Alfredo Immè        | 27.645      | 42,5        | 19.292      | 45,9        |  |
| Giuseppe Midolo     | 8.009       | 12,3        |             |             |  |
| Ermanno Adorno      | 5.471       | 8,4         |             |             |  |
| dzomenico Mirabella | 3.319       | 5,1         |             |             |  |
| Gesamt              | 64.980      | 100         | 42.073      | 100         |  |
|                     |             |             |             |             |  |
| Ungültige Stimmen   | 10.108      | 13,5        | 1.437       | 3,3         |  |
| Wähler              | 75.088      | 74,9        | 43.510      | 43,4        |  |
| Wahlberechtigte     | 100.234     |             | 100.234     |             |  |

### Trapani
- Direktwahl des Bürgermeisters

| Wahl                 | 1. Wahlgang | 1. Wahlgang | 2. Wahlgang | 2. Wahlgang |  |
| Wahl                 | Stimmen     | %           | Stimmen     | %           |  |
| -------------------- | ----------- | ----------- | ----------- | ----------- |  |
| Mario Buscaino       | 12.463      | 33,5        | 19.769      | 63,1        |  |
| Gabriele D’Alì       | 13.424      | 36,0        | 11.551      | 36,9        |  |
| Cesare Colbertaldo   | 6.578       | 17,7        |             |             |  |
| Alessandro De Santis | 3.799       | 10,2        |             |             |  |
| Pietro Gaeta         | 989         | 2,7         |             |             |  |
| Gesamt               | 37.253      | 100         | 31.320      | 100         |  |
|                      |             |             |             |             |  |
| Ungültige Stimmen    | 6.012       | 13,9        | 1.512       | 4,6         |  |
| Wähler               | 43.265      | 73,7        | 32.832      | 55,9        |  |
| Wahlberechtigte      | 58.732      |             | 58.732      |             |  |

### Oristano
| Kandidaten               | Kandidaten                  | 2. Wahlgang | 2. Wahlgang | 1. Wahlgang | 1. Wahlgang | Listen                        | Stimmen | %    | Mandate |
| Kandidaten               | Kandidaten                  | Stimmen     | %           | Stimmen     | %           | Listen                        | Stimmen | %    | Mandate |
| ------------------------ | --------------------------- | ----------- | ----------- | ----------- | ----------- | ----------------------------- | ------- | ---- | ------- |
|                          | Mariano Scarpagewählt       | 8.384       | 43,4        | 3.807       | 19,7        | Partito Popolare Italiano (A) | 2.720   | 15,8 | 8       |
| Patto Segni (B)          | Mariano Scarpagewählt       | 8.384       | 43,4        | 3.807       | 19,7        | 2.415                         | 14,1    | 7    |         |
| Progressisti             | Mariano Scarpagewählt       | 8.384       | 43,4        | 3.807       | 19,7        | 2.190                         | 12,7    | 7    |         |
| Centro                   | Mariano Scarpagewählt       | 8.384       | 43,4        | 3.807       | 19,7        | 830                           | 4,8     | 2    |         |
| ↳ Gesamt                 | Mariano Scarpagewählt       | 8.384       | 43,4        | 3.807       | 19,7        | 8.155                         | 47,4    | 24   |         |
|                          | Marco Pio Giuseppe Martinez | 7.456       | 38,6        | 5.824       | 30,1        | Forza Italia                  | 3.346   | 19,5 | 6       |
| Alleanza Nazionale       | Marco Pio Giuseppe Martinez | 7.456       | 38,6        | 5.824       | 30,1        | 1.568                         | 9,1     | 2    |         |
| Mandate der Listengruppe | Marco Pio Giuseppe Martinez | 7.456       | 38,6        | 5.824       | 30,1        | –                             | –       | 1    |         |
| ↳ Gesamt                 | Marco Pio Giuseppe Martinez | 7.456       | 38,6        | 5.824       | 30,1        | 4.914                         | 28,6    | 9    |         |
|                          | Carlo Pettinau              |             |             | 3.057       | 15,8        | Civica                        | 2.280   | 13,3 | 4       |
| Partito Sardo d’Azione   | Carlo Pettinau              | 756         | 4,4         | 3.057       | 15,8        | 1                             |         |      |         |
| Mandate der Listengruppe | Carlo Pettinau              | –           | –           | 3.057       | 15,8        | 1                             |         |      |         |
| ↳ Gesamt                 | Carlo Pettinau              | 3.036       | 17,7        | 3.057       | 15,8        | 6                             |         |      |         |
|                          | Giovanni Maria Sanna        |             |             | 2.763       | 14,3        | (A)                           | –       | –    | –       |
|                          | Maddalena Della Casa        |             |             | 2.617       | 13,5        | (B)                           | –       | –    | –       |
|                          | Francesca Salis             |             |             | 829         | 4,3         | Progressisti – Civica         | 732     | 4,3  | 1       |
|                          | Gerardo Vincenzo Collu      |             |             | 430         | 2,2         | Partidu Indipendentista       | 350     | 2,0  | –       |
| Gesamt                   | Gesamt                      | 15.840      | 100         | 19.327      | 100         |                               | 17.187  | 100  | 40      |
|                          |                             |             |             |             |             |                               |         |      |         |
| Quelle: Innenministerium |                             |             |             |             |             |                               |         |      |         |

## 2. Semester – Wahlergebnisse der Provinzhauptstädte

### Brescia
| Kandidaten                | Kandidaten               | 2. Wahlgang | 2. Wahlgang | 1. Wahlgang | 1. Wahlgang | Listen                               | Stimmen | %    | Mandate |
| Kandidaten                | Kandidaten               | Stimmen     | %           | Stimmen     | %           | Listen                               | Stimmen | %    | Mandate |
| ------------------------- | ------------------------ | ----------- | ----------- | ----------- | ----------- | ------------------------------------ | ------- | ---- | ------- |
|                           | Mino Martinazzoligewählt | 65.899      | 48,5        | 55.905      | 41,1        | Partito Democratico della Sinistra   | 22.606  | 20,4 | 11      |
| Partito Popolare Italiano | Mino Martinazzoligewählt | 65.899      | 48,5        | 55.905      | 41,1        | 22.227                               | 20,0    | 10   |         |
| Civica (A)                | Mino Martinazzoligewählt | 65.899      | 48,5        | 55.905      | 41,1        | 4.819                                | 4,3     | 2    |         |
| Civica                    | Mino Martinazzoligewählt | 65.899      | 48,5        | 55.905      | 41,1        | 2.186                                | 2,0     | 1    |         |
| Lista Ecologica           | Mino Martinazzoligewählt | 65.899      | 48,5        | 55.905      | 41,1        | 1.651                                | 1,5     | –    |         |
| ↳ Gesamt                  | Mino Martinazzoligewählt | 65.899      | 48,5        | 55.905      | 41,1        | 53.489                               | 48,3    | 24   |         |
|                           | Vito Gnutti              | 50.799      | 37,4        | 36.365      | 26,8        | Lega Nord                            | 17.416  | 15,7 | 5       |
| Forza Italia              | Vito Gnutti              | 50.799      | 37,4        | 36.365      | 26,8        | 13.416                               | 12,1    | 4    |         |
| Mandate der Listengruppe  | Vito Gnutti              | 50.799      | 37,4        | 36.365      | 26,8        | –                                    | –       | 1    |         |
| ↳ Gesamt                  | Vito Gnutti              | 50.799      | 37,4        | 36.365      | 26,8        | 30.832                               | 27,8    | 10   |         |
|                           | Viviana Beccalossi       |             |             | 16.236      | 11,9        | Alleanza Nazionale                   | 13.460  | 12,1 | 4       |
|                           | Angelo Rampinelli Rota   |             |             | 14.085      | 10,4        | (A)                                  | –       | –    | –       |
| Centro                    | Angelo Rampinelli Rota   | 2.499       | 2,3         | 14.085      | 10,4        | –                                    |         |      |         |
| ↳ Gesamt                  | Angelo Rampinelli Rota   | 2.499       | 2,3         | 14.085      | 10,4        | –                                    |         |      |         |
|                           | Fausto Manara            |             |             | 11.203      | 8,2         | Partito della Rifondazione Comunista | 7.473   | 6,7  | 1       |
| Civica                    | Fausto Manara            | 1.174       | 1,1         | 11.203      | 8,2         | –                                    |         |      |         |
| Mandate der Listengruppe  | Fausto Manara            | –           | –           | 11.203      | 8,2         | 1                                    |         |      |         |
| ↳ Gesamt                  | Fausto Manara            | 8.647       | 7,8         | 11.203      | 8,2         | 2                                    |         |      |         |
|                           | Silvio Moretti           |             |             | 811         | 0,6         | Lega Pensionati – Lega Alpina        | 807     | 0,7  | –       |
|                           | Roberto Gremmo           |             |             | 783         | 0,6         | Lega Alpina Lumbarda                 | 744     | 0,7  | –       |
|                           | Salvatore Spatarella     |             |             | 499         | 0,4         | Partito della Legge Naturale         | 380     | 0,3  | –       |
| Gesamt                    | Gesamt                   | 116.698     | 100         | 135.887     | 100         |                                      | 110.858 | 100  | 40      |
|                           |                          |             |             |             |             |                                      |         |      |         |
| Quelle: Innenministerium  |                          |             |             |             |             |                                      |         |      |         |

### Sondrio
| Kandidaten               | Kandidaten            | 2. Wahlgang | 2. Wahlgang | 1. Wahlgang | 1. Wahlgang | Listen                               | Stimmen | %    | Mandate |
| Kandidaten               | Kandidaten            | Stimmen     | %           | Stimmen     | %           | Listen                               | Stimmen | %    | Mandate |
| ------------------------ | --------------------- | ----------- | ----------- | ----------- | ----------- | ------------------------------------ | ------- | ---- | ------- |
|                          | Alcide Moltenigewählt | 7.702       | 50,9        | 4.035       | 26,7        | Progressisti – Civica                | 2.831   | 19,9 | 24      |
|                          | Giuseppe Camurri      | 5.648       | 37,3        | 2.445       | 16,2        | Lega Nord                            | 2.666   | 18,7 | 3       |
| Forza Italia (A)         | Giuseppe Camurri      | 5.648       | 37,3        | 2.445       | 16,2        | 1.919                                | 13,5    | 3    |         |
| Mandate der Listengruppe | Giuseppe Camurri      | 5.648       | 37,3        | 2.445       | 16,2        | –                                    | –       | 1    |         |
| ↳ Gesamt                 | Giuseppe Camurri      | 5.648       | 37,3        | 2.445       | 16,2        | 4.585                                | 32,2    | 7    |         |
|                          | Giovanni Viganò       |             |             | 2.041       | 13,5        | Partito Popolare Italiano            | 1.952   | 13,7 | 3       |
|                          | Pietro Luigi Tremonti |             |             | 1.859       | 12,3        | Centro                               | 1.458   | 10,2 | 2       |
|                          | Franco Fustella       |             |             | 1.791       | 11,8        | (A)                                  | –       | –    | –       |
|                          | Gianfranco Cucchi     |             |             | 1.148       | 7,6         | Civica                               | 1.397   | 9,8  | 2       |
|                          | Roberto Giugni        |             |             | 1.080       | 7,1         | Civica                               | 1.182   | 8,3  | 1       |
|                          | Franco Gianasso       |             |             | 733         | 4,8         | Partito della Rifondazione Comunista | 830     | 5,8  | 1       |
| Gesamt                   | Gesamt                | 13.350      | 100         | 15.132      | 100         |                                      | 14.235  | 100  | 40      |
|                          |                       |             |             |             |             |                                      |         |      |         |
| Quelle: Innenministerium |                       |             |             |             |             |                                      |         |      |         |

### Treviso
| Kandidaten                | Kandidaten                 | 2. Wahlgang | 2. Wahlgang | 1. Wahlgang | 1. Wahlgang | Listen                               | Stimmen | %    | Mandate |
| Kandidaten                | Kandidaten                 | Stimmen     | %           | Stimmen     | %           | Listen                               | Stimmen | %    | Mandate |
| ------------------------- | -------------------------- | ----------- | ----------- | ----------- | ----------- | ------------------------------------ | ------- | ---- | ------- |
|                           | Giancarlo Gentilinigewählt | 24.888      | 45,2        | 12.652      | 23,0        | Lega Nord                            | 8.103   | 17,2 | 20      |
| Centro                    | Giancarlo Gentilinigewählt | 24.888      | 45,2        | 12.652      | 23,0        | 1.841                                | 3,9     | 4    |         |
| ↳ Gesamt                  | Giancarlo Gentilinigewählt | 24.888      | 45,2        | 12.652      | 23,0        | 9.944                                | 21,1    | 24   |         |
|                           | Cladimbaldo Tognana        | 20.506      | 37,2        | 16.485      | 29,9        | Progressisti – Civica                | 7.744   | 16,4 | 4       |
| Partito Popolare Italiano | Cladimbaldo Tognana        | 20.506      | 37,2        | 16.485      | 29,9        | 7.012                                | 14,8    | 3    |         |
| Mandate der Listengruppe  | Cladimbaldo Tognana        | 20.506      | 37,2        | 16.485      | 29,9        | –                                    | –       | 1    |         |
| ↳ Gesamt                  | Cladimbaldo Tognana        | 20.506      | 37,2        | 16.485      | 29,9        | 14.756                               | 31,2    | 8    |         |
|                           | Stefano Cerniato           |             |             | 8.777       | 15,9        | Forza Italia                         | 6.503   | 13,8 | 2       |
| Liga Nathion Veneta       | Stefano Cerniato           | 694         | 1,5         | 8.777       | 15,9        | –                                    |         |      |         |
| Mandate der Listengruppe  | Stefano Cerniato           | –           | –           | 8.777       | 15,9        | 1                                    |         |      |         |
| ↳ Gesamt                  | Stefano Cerniato           | 7.197       | 15,2        | 8.777       | 15,9        | 3                                    |         |      |         |
|                           | Aldo Di Pasquale           |             |             | 5.933       | 10,8        | Alleanza Nazionale                   | 5.326   | 11,3 | 2       |
|                           | Antonio Mazzarolli         |             |             | 5.063       | 9,2         | Civica                               | 4.666   | 9,9  | 2       |
|                           | Zenone Giuliato            |             |             | 3.716       | 6,7         | Partito della Rifondazione Comunista | 3.306   | 7,0  | 1       |
|                           | Daniele Zanini             |             |             | 1.276       | 2,3         | Civica                               | 1.102   | 2,3  | –       |
|                           | Luigi Dalla Rosa           |             |             | 1.170       | 2,1         | Lega Autonomia Veneta                | 939     | 2,0  | –       |
| Gesamt                    | Gesamt                     | 45.394      | 100         | 55.072      | 100         |                                      | 47.236  | 100  | 40      |
|                           |                            |             |             |             |             |                                      |         |      |         |
| Quelle: Innenministerium  |                            |             |             |             |             |                                      |         |      |         |

### Massa
| Kandidaten                              | Kandidaten            | 2. Wahlgang | 2. Wahlgang | 1. Wahlgang | 1. Wahlgang | Listen                                 | Stimmen | %    | Mandate |
| Kandidaten                              | Kandidaten            | Stimmen     | %           | Stimmen     | %           | Listen                                 | Stimmen | %    | Mandate |
| --------------------------------------- | --------------------- | ----------- | ----------- | ----------- | ----------- | -------------------------------------- | ------- | ---- | ------- |
|                                         | Roberto Puccigewählt  | 23.779      | 55,1        | 21.186      | 49,1        | Partito Democratico della Sinistra     | 8.136   | 20,8 | 10      |
| Partito Popolare Italiano               | Roberto Puccigewählt  | 23.779      | 55,1        | 21.186      | 49,1        | 5.492                                  | 14,0    | 7    |         |
| Partito Repubblicano Italiano           | Roberto Puccigewählt  | 23.779      | 55,1        | 21.186      | 49,1        | 2.417                                  | 6,2     | 3    |         |
| Federazione Laburista                   | Roberto Puccigewählt  | 23.779      | 55,1        | 21.186      | 49,1        | 1.874                                  | 4,8     | 2    |         |
| Centro                                  | Roberto Puccigewählt  | 23.779      | 55,1        | 21.186      | 49,1        | 1.481                                  | 3,8     | 1    |         |
| Partito Socialista Italiano             | Roberto Puccigewählt  | 23.779      | 55,1        | 21.186      | 49,1        | 1.332                                  | 3,4     | 1    |         |
| ↳ Gesamt                                | Roberto Puccigewählt  | 23.779      | 55,1        | 21.186      | 49,1        | 20.732                                 | 52,9    | 24   |         |
|                                         | Silvio Vita           | 11.515      | 26,7        | 10.268      | 23,8        | Forza Italia                           | 3.464   | 8,8  | 3       |
| Alleanza Nazionale                      | Silvio Vita           | 11.515      | 26,7        | 10.268      | 23,8        | 3.269                                  | 8,3     | 3    |         |
| Partito Socialista Democratico Italiano | Silvio Vita           | 11.515      | 26,7        | 10.268      | 23,8        | 1.156                                  | 3,0     | 1    |         |
| Centro Cristiano Democratico            | Silvio Vita           | 11.515      | 26,7        | 10.268      | 23,8        | 900                                    | 2,3     | –    |         |
| Mandate der Listengruppe                | Silvio Vita           | 11.515      | 26,7        | 10.268      | 23,8        | –                                      | –       | 1    |         |
| ↳ Gesamt                                | Silvio Vita           | 11.515      | 26,7        | 10.268      | 23,8        | 8.789                                  | 22,4    | 8    |         |
|                                         | Sauro Quadrelli       |             |             | 8.202       | 19,0        | Partito della Rifondazione Comunista   | 4.840   | 12,4 | 4       |
| Federazione dei Verdi                   | Sauro Quadrelli       | 1.465       | 3,7         | 8.202       | 19,0        | 1                                      |         |      |         |
| Mandate der Listengruppe                | Sauro Quadrelli       | –           | –           | 8.202       | 19,0        | 1                                      |         |      |         |
| ↳ Gesamt                                | Sauro Quadrelli       | 6.305       | 16,1        | 8.202       | 19,0        | 6                                      |         |      |         |
|                                         | Pier Paolo Battistini |             |             | 1.884       | 4,4         | Centro                                 | 1.692   | 4,3  | 1       |
|                                         | Adriano Breschi       |             |             | 1.021       | 2,4         | Civica                                 | 1.031   | 2,6  | 1       |
|                                         | Fabrizio Vené         |             |             | 588         | 1,4         | Partito Comunista Italiano – Rinascita | 616     | 1,6  | –       |
| Gesamt                                  | Gesamt                | 35.294      | 100         | 43.149      | 100         |                                        | 39.165  | 100  | 40      |
|                                         |                       |             |             |             |             |                                        |         |      |         |
| Quelle: Innenministerium                |                       |             |             |             |             |                                        |         |      |         |

### Pisa
|                                      | Piero Florianigewählt  |        |      | 33.321 | 53,2   | Partito Democratico della Sinistra | 15.925 | 28,8 | 14 |
| Partito della Rifondazione Comunista | Piero Florianigewählt  | 7.614  | 13,8 | 33.321 | 53,2   | 6                                  |        |      |    |
| IND                                  | Piero Florianigewählt  | 2.100  | 3,8  | 33.321 | 53,2   | 1                                  |        |      |    |
| Federazione dei Verdi                | Piero Florianigewählt  | 1.719  | 3,1  | 33.321 | 53,2   | 1                                  |        |      |    |
| Progressisti                         | Piero Florianigewählt  | 1.450  | 2,6  | 33.321 | 53,2   | 1                                  |        |      |    |
| Civica                               | Piero Florianigewählt  | 1.196  | 2,2  | 33.321 | 53,2   | 1                                  |        |      |    |
| ↳ Gesamt                             | Piero Florianigewählt  | 30.004 | 54,3 | 33.321 | 53,2   | 24                                 |        |      |    |
|                                      | Marco Tangheroni       |        |      | 19.549 | 31,2   | Alleanza Nazionale                 | 6.790  | 12,3 | 5  |
| Forza Italia                         | Marco Tangheroni       | 6.528  | 11,8 | 19.549 | 31,2   | 5                                  |        |      |    |
| Centro Cristiano Democratico         | Marco Tangheroni       | 2.205  | 4,0  | 19.549 | 31,2   | 1                                  |        |      |    |
| Mandate der Listengruppe             | Marco Tangheroni       | –      | –    | 19.549 | 31,2   | 1                                  |        |      |    |
| ↳ Gesamt                             | Marco Tangheroni       | 15.523 | 28,1 | 19.549 | 31,2   | 12                                 |        |      |    |
|                                      | Stefano Bottai         |        |      | 4.824  | 7,7    | Partito Popolare Italiano          | 4.934  | 8,9  | 4  |
|                                      | Mario Bonadio          |        |      | 1.208  | 1,9    | Centro                             | 1.138  | 2,1  | –  |
|                                      | Gianfranco Mannini     |        |      | 1.176  | 1,9    | Civica                             | 943    | 1,7  | –  |
|                                      | Carlo Filippo Sorrente |        |      | 988    | 1,6    | Partito Socialista Italiano        | 1.202  | 2,2  | –  |
|                                      | Marco Vicentini        |        |      | 842    | 1,3    | Civica                             | 820    | 1,5  | –  |
|                                      | Valerio Ciacchini      |        |      | 745    | 1,2    | Lega Nord                          | 713    | 1,3  | –  |
| Gesamt                               | Gesamt                 | 62.653 | 100  |        | 55.277 | 100                                | 40     |      |    |
|                                      |                        |        |      |        |        |                                    |        |      |    |
| Quelle: Innenministerium             |                        |        |      |        |        |                                    |        |      |    |

### Pescara
| Kandidaten                           | Kandidaten         | 2. Wahlgang | 2. Wahlgang | 1. Wahlgang | 1. Wahlgang | Listen                             | Stimmen | %    | Mandate |
| Kandidaten                           | Kandidaten         | Stimmen     | %           | Stimmen     | %           | Listen                             | Stimmen | %    | Mandate |
| ------------------------------------ | ------------------ | ----------- | ----------- | ----------- | ----------- | ---------------------------------- | ------- | ---- | ------- |
|                                      | Carlo Pacegewählt  | 38.135      | 47,9        | 37.356      | 46,9        | Alleanza Nazionale                 | 13.411  | 19,7 | 10      |
| Forza Italia                         | Carlo Pacegewählt  | 38.135      | 47,9        | 37.356      | 46,9        | 9.098                              | 13,4    | 7    |         |
| Centro Cristiano Democratico         | Carlo Pacegewählt  | 38.135      | 47,9        | 37.356      | 46,9        | 7.361                              | 10,8    | 5    |         |
| Civica                               | Carlo Pacegewählt  | 38.135      | 47,9        | 37.356      | 46,9        | 3.220                              | 4,7     | 2    |         |
| ↳ Gesamt                             | Carlo Pacegewählt  | 38.135      | 47,9        | 37.356      | 46,9        | 33.090                             | 48,6    | 24   |         |
|                                      | Mario Collevecchio | 35.108      | 44,1        | 34.811      | 43,7        | Partito Democratico della Sinistra | 12.799  | 18,8 | 7       |
| Partito Socialista Italiano          | Mario Collevecchio | 35.108      | 44,1        | 34.811      | 43,7        | 5.130                              | 7,5     | 2    |         |
| Partito della Rifondazione Comunista | Mario Collevecchio | 35.108      | 44,1        | 34.811      | 43,7        | 3.470                              | 5,1     | 1    |         |
| Civica                               | Mario Collevecchio | 35.108      | 44,1        | 34.811      | 43,7        | 3.079                              | 4,5     | 1    |         |
| Federazione dei Verdi                | Mario Collevecchio | 35.108      | 44,1        | 34.811      | 43,7        | 2.951                              | 4,3     | 1    |         |
| Mandate der Listengruppe             | Mario Collevecchio | 35.108      | 44,1        | 34.811      | 43,7        | –                                  | –       | 1    |         |
| ↳ Gesamt                             | Mario Collevecchio | 35.108      | 44,1        | 34.811      | 43,7        | 27.429                             | 40,2    | 13   |         |
|                                      | Antonio Mimola     |             |             | 7.083       | 8,9         | Partito Popolare Italiano          | 7.226   | 10,6 | 3       |
|                                      | Sebastiano Curcio  |             |             | 422         | 0,5         | Lega Nord                          | 404     | 0,6  | –       |
| Gesamt                               | Gesamt             | 73.243      | 100         | 79.672      | 100         |                                    | 68.149  | 100  | 40      |
|                                      |                    |             |             |             |             |                                    |         |      |         |
| Quelle: Innenministerium             |                    |             |             |             |             |                                    |         |      |         |

### Brindisi
| Kandidaten                   | Kandidaten                | 2. Wahlgang | 2. Wahlgang | 1. Wahlgang | 1. Wahlgang | Listen                               | Stimmen | %    | Mandate |
| Kandidaten                   | Kandidaten                | Stimmen     | %           | Stimmen     | %           | Listen                               | Stimmen | %    | Mandate |
| ---------------------------- | ------------------------- | ----------- | ----------- | ----------- | ----------- | ------------------------------------ | ------- | ---- | ------- |
|                              | Michele Erricogewählt     | 22.277      | 41,9        | 16.344      | 30,7        | Partito Democratico della Sinistra   | 6.868   | 14,2 | 12      |
| Partito Popolare Italiano    | Michele Erricogewählt     | 22.277      | 41,9        | 16.344      | 30,7        | 4.471                                | 9,3     | 7    |         |
| Civica                       | Michele Erricogewählt     | 22.277      | 41,9        | 16.344      | 30,7        | 1.677                                | 3,5     | 3    |         |
| Civica                       | Michele Erricogewählt     | 22.277      | 41,9        | 16.344      | 30,7        | 1.522                                | 3,2     | 2    |         |
| ↳ Gesamt                     | Michele Erricogewählt     | 22.277      | 41,9        | 16.344      | 30,7        | 14.538                               | 30,1    | 24   |         |
|                              | Raffaele De Maria         | 21.160      | 39,8        | 10.457      | 19,7        | Alleanza Nazionale                   | 6.940   | 14,4 | 4       |
| Forza Italia (A)             | Raffaele De Maria         | 21.160      | 39,8        | 10.457      | 19,7        | 5.297                                | 11,0    | 2    |         |
| Unione di Centro (B)         | Raffaele De Maria         | 21.160      | 39,8        | 10.457      | 19,7        | 2.527                                | 5,2     | 1    |         |
| Centro Cristiano Democratico | Raffaele De Maria         | 21.160      | 39,8        | 10.457      | 19,7        | 2.238                                | 4,6     | 1    |         |
| Civica (D)                   | Raffaele De Maria         | 21.160      | 39,8        | 10.457      | 19,7        | 2.176                                | 4,5     | 1    |         |
| Civica (C)                   | Raffaele De Maria         | 21.160      | 39,8        | 10.457      | 19,7        | 1.576                                | 3,3     | –    |         |
| Civica                       | Raffaele De Maria         | 21.160      | 39,8        | 10.457      | 19,7        | 444                                  | 0,9     | –    |         |
| Mandate der Listengruppe     | Raffaele De Maria         | 21.160      | 39,8        | 10.457      | 19,7        | –                                    | –       | 1    |         |
| ↳ Gesamt                     | Raffaele De Maria         | 21.160      | 39,8        | 10.457      | 19,7        | 21.198                               | 43,9    | 10   |         |
|                              | Gualtiero Gualtieri       |             |             | 10.017      | 18,8        | (A) – (B) – (C)                      | –       | –    | 1       |
|                              | Vincenzo Guadalupi        |             |             | 4.670       | 8,8         | Civica                               | 4.352   | 9,0  | 2       |
|                              | Pietro Settimio Mita      |             |             | 3.277       | 6,2         | Partito della Rifondazione Comunista | 1.855   | 3,8  | –       |
| Federazione dei Verdi        | Pietro Settimio Mita      | 1.145       | 2,4         | 3.277       | 6,2         | –                                    |         |      |         |
| Mandate der Listengruppe     | Pietro Settimio Mita      | –           | –           | 3.277       | 6,2         | 1                                    |         |      |         |
| ↳ Gesamt                     | Pietro Settimio Mita      | 3.000       | 6,2         | 3.277       | 6,2         | 1                                    |         |      |         |
|                              | Francesco Di Paola Rubino |             |             | 3.265       | 6,1         | (D)                                  | –       | –    | –       |
|                              | Nicola Massari            |             |             | 2.629       | 4,9         | IND                                  | 2.516   | 5,2  | 1       |
|                              | Carmelo Ugo Palazzo       |             |             | 1.647       | 3,1         | IND                                  | 1.910   | 4,0  | 1       |
|                              | Antonio Turco             |             |             | 880         | 1,7         | Civica                               | 801     | 1,7  | –       |
| Gesamt                       | Gesamt                    | 43.437      | 100         | 53.186      | 100         |                                      | 48.315  | 100  | 40      |
|                              |                           |             |             |             |             |                                      |         |      |         |
| Quelle: Innenministerium     |                           |             |             |             |             |                                      |         |      |         |